# Scarnafigi
Scarnafigi (piemontesisch Scarnafis) ist eine Gemeinde in der italienischen Provinz Cuneo (CN), Region Piemont.

## Lage und Einwohner
Scarnafigi liegt 38 Kilometer nördlich von der Provinzhauptstadt Cuneo entfernt nahe der Varaita. Das Gemeindegebiet umfasst eine Fläche von rund 30 km² und hat 2100 Einwohner (Stand 31. Dezember 2023). Zur Gemeinde gehören auch die fünf Fraktionen (Frazioni) Fornaca, Fornaca Nuova, Grangia, Millone und San Cristoforo.
Nachbargemeinden sind Lagnasco, Monasterolo di Savigliano, Ruffia, Saluzzo, Savigliano, Torre San Giorgio und Villanova Solaro.

## Geschichte

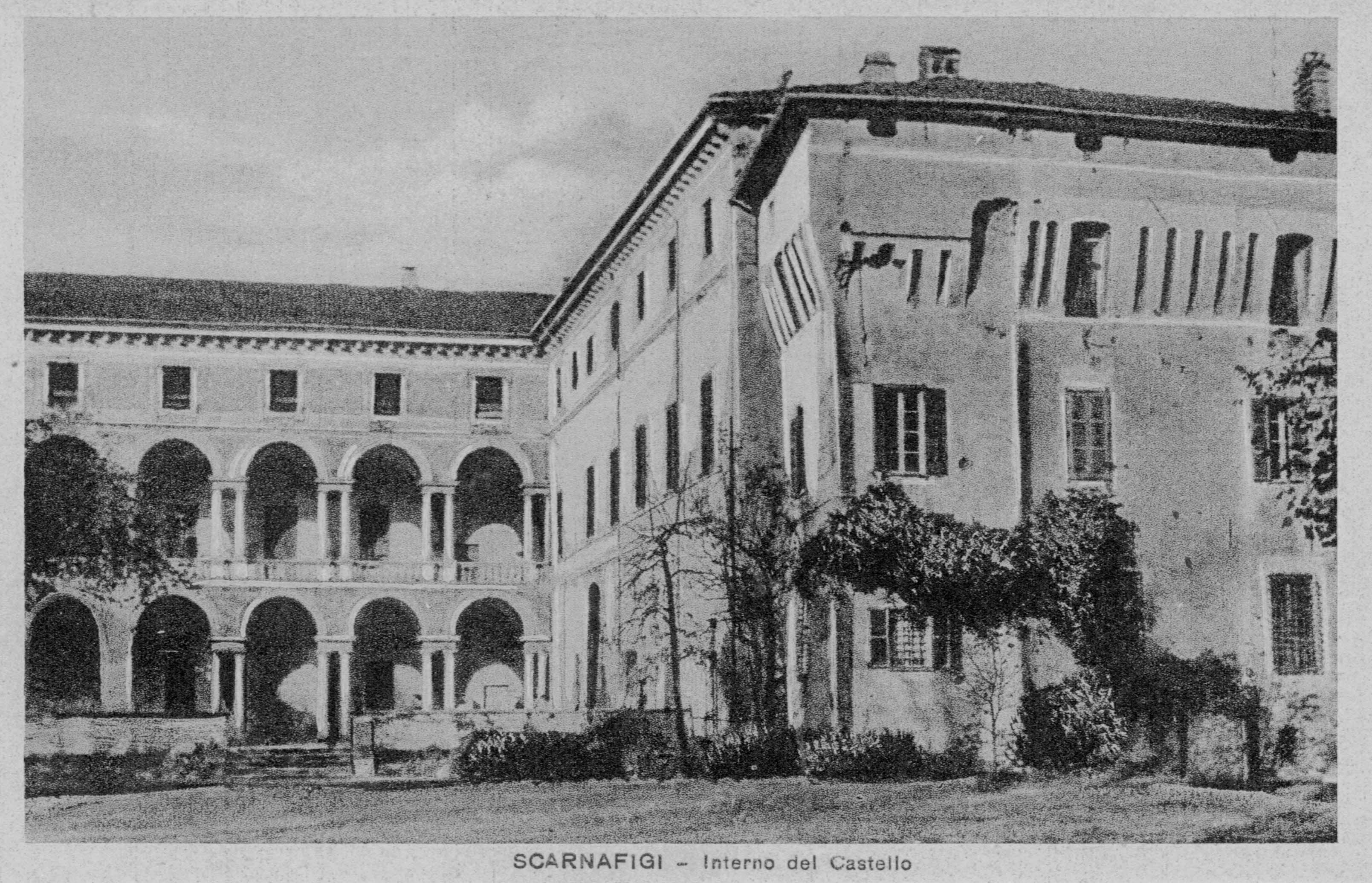
Das Kastell 1943

Der Ortsname erscheint in antiken Zeugnissen mit „Scarnafixius“, was auf eine Ableitung von „excarnificare“ schließen lässt, was „vernarben, quälen“ bedeutet und aus „ex“ und „carnificare“ mit der Bedeutung „die Rolle des Henkers spielen“ zusammengesetzt ist. Es gibt archäologische Funde aus der prähistorischen Zeit, der Römerzeit und dem frühen Mittelalter, die erste ausdrückliche Erwähnung des Namens Scarnafigi stammt jedoch aus dem Jahr 989. Aus diesem Jahr stammt auch die erste Erwähnung des Benediktinerklosters, das bis 1571 in der Stadt existierte.
Das Dorf entwickelte sich im Mittelalter rund um die Burg. Im 13. Jahrhundert gehörte das Lehen zuerst den Borgogno, dann den Aicardi und danach den Castelli. Im Jahr 1335 ging es an die Familie Enganna über, die es den größten Teil des Jahrhunderts besaß, gefolgt von der Familie Saluzzo und 1388 die Familie Acaia, die es bis zum Ende des Ancien Régime besaß.
Aus historisch-architektonischer Sicht ist das Schloss, das das repräsentativste Baudenkmal des Dorfes darstellt, die Dreifaltigkeitskirche romanischen Ursprungs, in der Gemälde aus dem 15. Jahrhundert aufbewahrt werden und die Bruderschaft des Kreuzzugs mit einer Fassade aus dem 18. Jahrhundert interesannt. Auch die Pfarrkirche Santa Maria mit drei Schiffen, die mehrmals umgebaut wurde und die Kapelle des Heiligen Grabtuchs aus dem 17. Jahrhundert, ein wahres Juwel der Barockkunst mit Fresken und Gemälden von Jean Claret aus dem Jahr 1655 und einer großen Apsiswand mit modernen Gemälden des Saluzzo-Malers Piero Bolla sind weitere wertvolle Bauwerke der gemeinde Scarnafigi. Die Christuskapelle, früher eine Pfarrkirche, die vor dem Jahr 1000 urkundlich erwähnt und dann im 18. Jahrhundert wieder aufgebaut wurde und ein wertvolles Gemälde aus dem Ende des 15. Jahrhunderts bewahrt und schließlich das Schloss im Stil des 17. Jahrhunderts, das imposant im Zentrum des Dorfes steht sind erwähnenswert.
1928 wurden die Gemeinden Scarnafigi und Ruffia zur Gemeinde Scarnafigi-Ruffia zusammengelegt, aber schon 1947 wurden beide wieder unabhängige Gemeinden. Zwischen 1882 und 1950 war die Gemeinde von der Straßenbahn Turin-Saluzzo bedient.
Scarnafigi ist stark in einer Tradition, die im frühen 20. Jahrhundert verwurzelt ist, und trägt daher den Titel Città dei Formaggi, Stadt der Käse. Die Gemeinde hat die höchste Anzahl an Molkereien im Piemont. Hier werden hauptsächlich Hartkäse produziert wie der Valgrana, Grana Padano, Bra oder Raschera.